# Нураг
Нураг или Нурага, в мн.ч. Нураги (на италиански: Nuraghe (м.р.); мн.ч. на италиански: Nuraghi) е тип мегалитни кули разпространени и строени на остров Сардиния до края на 2 хилядолетие пр.н.е., вкл. и до присъединяването на острова към Римската република.
Днес са известни на учените около 7000-8000 нураги, като по оценки пр.н.е. са били между 20 и 30 хиляди. Срещат се основно в северозапдната част на острова и в южната му централна част. . Въпреки известни разногласия се приема, че два типа нураги могат да бъдат разграничавани: „с коридорни“ и „с толос“. Архитектурни особености позволяват и по нататъшни детайлизаци. Предназначението на тези постройки не е еднозначно определено, като се спори доколко функциите им са били символични и култови или по-прагамични.
В Сардиния мегалитните съоръжения изобилствали още в донурагическия период, като още в 3 хилядолетие пр.н.е. имало развити култури. Аналогични нурагически култури имало през бронзовата епоха и на Балеарските острови и Корсика. Кулите-нураги са най-високите мегалитни конструкции след Египетските пирамиди. Те се появяват през Бронзовата епоха в Средиземноморското праисторическо пространство. Централната кула на Нурага Арубиу (Ороли), една от най-големите на остров Сардиния, достигна височина 30 m., a общият план на този паметник се състои от най-малко деветнадесет кули, разположени около няколко вътрешни пространства, заемащи площ от около 3000 m², което не включва селото, което се намира извън стените. Кулата-нураг е с петоъгълен архитектурен план и има унифицираната функция да служи като охранително и отбранително съоръжение - смята се, че този тип градеж и функции възникват на един и същ етап през XIV в. пр. Хр.
Носителите на нурагическата култура били неиндоевропейски народ. Спорно е отнасянето на нурагическата култура към шарданите които били морски народ. . Нурагическата култура просъществувала до миграцията на етруските от Мала Азия в този регион. . Някои артефакти от нурагическата култура показват аналогии с етруското изкуство и със сходни изделия от Източното Средиземноморие.
Сходни на нурагите били торетата в Корсика, талайотите на Балеарските острови и сесиотите в Пантелерия.
Археоастрономически изследвания за ориентацията на входовете показва недвусмислено, че те са били ориентирани към точката на изгрев при зимното слънцестоене. Тази характеристика се пренамира и при талайотите, което е указание за връзка между двете разновидности. По-нататък този факт издава, че символните им функции са водеща мотивация при тези градежи.